# Waterschapsverkiezingen 2023
De waterschapsverkiezingen 2023 waren Nederlandse verkiezingen die op 15 maart 2023 werden gehouden worden de leden van het algemeen bestuur, in de categorie van ingezetenen, voor de waterschappen in de periode 2023-2027.
Per waterschap konden alle stemgerechtigde ingezetenen, te weten de bewoners van het beheersgebied, hun stem uitbrengen. Naast de zetels voor de categorie ingezetenen, de meerderheid, zijn er in de algemene besturen ook zogenaamde "geborgde" zetels voor groepen met specifieke belangen zoals de grondbezitters oftewel ingelanden.
Op dezelfde datum werden ook eilandsraadsverkiezingen, kiescollegeverkiezingen en Provinciale Statenverkiezingen gehouden.

## Opkomst
|                   | 2019       | 2019      | 2023       | 2023  |
| # stemmen         | %          | # stemmen | %          |       |
| ----------------- | ---------- | --------- | ---------- | ----- |
| Kiesgerechtigden  | 13.933.879 |           | 14.454.028 |       |
| Niet opgekomen    | 6.793.361  | 48,75     | 6.705.599  | 46,39 |
| Opkomst           | 7.140.518  | 51,25     | 7.748.429  | 53,61 |
| Ongeldige stemmen | 35.329     | 0,49      | 26.834     | 0,35  |
| Blanco stemmen    | 150.984    | 2,11      | 89.032     | 1,15  |
| Geldige stemmen   | 6.954.205  | 97,10     | 7.632.563  | 98,50 |

## Uitslagen per waterschap naar partij
In totaal waren bij deze verkiezingen 518 zetels in 21 waterschappen verkiesbaar. Deze werden als volgt verdeeld:
| Waterschap                     | Aantal zetels per partij | Aantal zetels per partij | Aantal zetels per partij | Aantal zetels per partij | Aantal zetels per partij | Aantal zetels per partij | Aantal zetels per partij | Aantal zetels per partij | Aantal zetels per partij | Aantal zetels per partij | Aantal zetels per partij | Aantal zetels per partij | Aantal zetels per partij | Aantal zetels per partij | Aantal zetels per partij |
| Waterschap                     | BBB                      | WN                       | VVD                      | PvdA                     | PvdD                     | CDA                      | AWP                      | CU                       | SGP                      | 50+                      | BVNL                     | JA21                     | overig                   | totaal                   |                          |
| ------------------------------ | ------------------------ | ------------------------ | ------------------------ | ------------------------ | ------------------------ | ------------------------ | ------------------------ | ------------------------ | ------------------------ | ------------------------ | ------------------------ | ------------------------ | ------------------------ | ------------------------ | ------------------------ |
| Noorderzijlvest                | 4                        | 6                        | 1                        | 3                        | -                        | 1                        | -                        | 1                        | -                        | 0                        | 0                        | -                        | 3                        | 19                       |                          |
| Fryslân                        | 7                        | 4                        | 1                        | 2                        | 1                        | 2                        | 0                        | 1                        | -                        | -                        | 1                        | -                        | 2                        | 21                       |                          |
| Hunze en Aa's                  | 6                        | 5                        | 1                        | 3                        | -                        | 1                        | 0                        | 1                        | -                        | 0                        | 0                        | -                        | 2                        | 19                       |                          |
| Drents Overijsselse Delta      | 9                        | 5                        | 2                        | -                        | 2                        | 2                        | 0                        | 2                        | 1                        | 0                        | 0                        | -                        | 2                        | 25                       |                          |
| Vechtstromen                   | 9                        | 7                        | 2                        | -                        | -                        | 3                        | 1                        | 1                        | 0                        | 0                        | 0                        | -                        | 0                        | 23                       |                          |
| Zuiderzeeland                  | 6                        | 6                        | 2                        | -                        | -                        | 1                        | 2                        | 2                        | 2                        | 1                        | 1                        | -                        | -                        | 21                       |                          |
| Vallei en Veluwe               | 6                        | 3                        | 2                        | 2                        | 1                        | 2                        | 2                        | 3                        | 3                        | 1                        | 0                        | -                        | 1                        | 26                       |                          |
| Rijn en IJssel                 | 9                        | 5                        | 2                        | 4                        | -                        | 3                        | 0                        | -                        | -                        | 0                        | -                        | -                        | 3                        | 26                       |                          |
| De Stichtse Rijnlanden         | 4                        | 6                        | 3                        | 3                        | 4                        | 2                        | 2                        | 1                        | 1                        | 0                        | 0                        | -                        | 0                        | 26                       |                          |
| Amstel, Gooi en Vecht          | 3                        | 4                        | 4                        | 6                        | 4                        | 1                        | 2                        | 1                        | -                        | 0                        | 0                        | -                        | 1                        | 26                       |                          |
| Hollands Noorderkwartier       | 6                        | 2                        | 3                        | 3                        | 2                        | 1                        | 0                        | 0                        | -                        | 1                        | 1                        | -                        | 7                        | 26                       |                          |
| Rijnland                       | 5                        | 4                        | 4                        | 4                        | 3                        | 2                        | 1                        | 1                        | 1                        | 1                        | 0                        | 1                        | 0                        | 26                       |                          |
| Delfland                       | 4                        | 4                        | 4                        | 3                        | 3                        | 2                        | 3                        | 1                        | 1                        | 0                        | 1                        | 1                        | 0                        | 26                       |                          |
| Schieland en de Krimpenerwaard | 3                        | 6                        | 4                        | 3                        | 3                        | 1                        | 2                        | 2                        | 2                        | 1                        | 0                        | 1                        | 0                        | 26                       |                          |
| Rivierenland                   | 6                        | 5                        | 2                        | 3                        | 2                        | 3                        | 1                        | 1                        | 2                        | 0                        | 0                        | 1                        | 0                        | 26                       |                          |
| Hollandse Delta                | 4                        | 2                        | 3                        | 2                        | 2                        | 1                        | 0                        | 1                        | 2                        | 1                        | 1                        | 1                        | 6                        | 26                       |                          |
| Scheldestromen                 | 7                        | 2                        | 2                        | 2                        | 1                        | 2                        | 1                        | 1                        | 4                        | 0                        | -                        | -                        | 4                        | 26                       |                          |
| Brabantse Delta                | 5                        | 3                        | 4                        | 2                        | 2                        | 2                        | 1                        | -                        | -                        | 1                        | 0                        | -                        | 6                        | 26                       |                          |
| De Dommel                      | 4                        | 7                        | 4                        | 3                        | 3                        | 2                        | 1                        | -                        | -                        | 1                        | 0                        | -                        | 1                        | 26                       |                          |
| Aa en Maas                     | 7                        | 8                        | 3                        | 2                        | 2                        | 2                        | 1                        | -                        | -                        | 1                        | -                        | -                        | 0                        | 26                       |                          |
| Limburg                        | 4                        | 3                        | 2                        | -                        | 2                        | -                        | 1                        | -                        | -                        | 1                        | 0                        | -                        | 13                       | 26                       |                          |
| totaal                         | 118                      | 97                       | 55                       | 50                       | 37                       | 36                       | 21                       | 14                       | 13                       | 10                       | 5                        | 5                        | 51                       | 518                      |                          |
| totaal                         | 118                      | 97                       | 55                       | 50                       | 37                       | 36                       | 21                       | 6                        |                          | 10                       | 5                        | 5                        | 51                       | 518                      |                          |
| +/- t.o.v. 2019                | +118                     | +6                       | -15                      | +1                       | +20                      | -24                      | -2                       | -1                       | +4                       | -22                      | +5                       | +5                       | -17                      | +76                      |                          |
| +/- t.o.v. 2019                | +118                     | +6                       | -15                      | +1                       | +20                      | -24                      | -2                       | -2                       |                          | -22                      | +5                       | +5                       | -17                      | +76                      |                          |

Een "-" in de tabel betekent dat de betreffende partij bij de verkiezingen van 2023 in het betrokken waterschap geen kandidatenlijst heeft ingediend.

## Nieuw gevormde coalities
Na de verkiezingen zijn per de volgende coalities gevormd voor de bestuursperiode 2023-2027:
- Waterschap Noorderzijlvest: Water Natuurlijk, combinatie Geborgd Ongebouwd, VVD, CDA, PvdA, Geborgd Natuur en Student & Water.
- Wetterskip Fryslân	: BBB, Water Natuurlijk Fryslân, FNP, PvdA, VVD, Landbouw, Natuur.
- Waterschap Hunze en Aa's	: BBB, Water Natuurlijk, PvdA, Ongebouwd.
- Waterschap Drents Overijsselse Delta	: BBB, VVD, CDA, Ongebouwd.
- Waterschap Vechtstromen: BBB, CDA, VVD en Ongebouwd.
- Waterschap Vallei en Veluwe: BBB, ChristenUnie, SGP en Ongebouwd (Landbouw).
- Waterschap Rijn en IJssel: BBB, Water Natuurlijk, VVD, Landbouw/LTO.
- Hoogheemraadschap De Stichtse Rijnlanden: Water Natuurlijk, Natuur & Landbouw, PvdA, BBB en PvdD.
- Waterschap Amstel, Gooi en Vecht: PvdA, Water Natuurlijk, Partij voor de Dieren en Ongebouwd.
- Hoogheemraadschap Hollands Noorderkwartier: BBB, waterplatform Groen, Water & Land, VVD, PvdA, Ongebouwd.
- Hoogheemraadschap van Rijnland: BBB, VVD, CDA, Agrarisch, Natuur, JA21.
- Hoogheemraadschap van Delfland: BBB, VVD, CDA/CU-SGP, Natuurterreinen.
- Hoogheemraadschap van Schieland en de Krimpenerwaard: Water Natuurlijk, VVD, PvdA, Ongebouwd en Natuurterreinen.
- Waterschap Rivierenland: BBB, CDA, PvdA, SGP, Ongebouwd.
- Waterschap Hollandse Delta: Waterschapspartij Hollandse Delta, Natuurterreinen, Partij voor de Dieren, CDA, 50PLUS.
- Waterschap Scheldestromen: BBB, Ongebouwd, Partij voor Zeeland, SGP en CDA.
- Waterschap Brabantse Delta: BBB, VVD, West-Brabant Waterbreed, Water Natuurlijk en Ongebouwd.
- Waterschap De Dommel: Water Natuurlijk, VVD, PvdA, Geborgd Natuurterreinen, Geborgd Ongebouwd.
- Waterschap Aa en Maas: Water Natuurlijk, Geborgd (Landbouw en Natuur), VVD en PvdA.
- Waterschap Limburg: Waterbelang, BBB, LV50 en WaterNATUURlijk .
- Waterschap Zuiderzeeland: BBB/Ongebouwd, Water Wonen en Natuur, en de fractiecombinatie AV50 (AWP, VVD en 50PLUS).

2008 · 2010 · 2013 · 2015 · 2019 · 2023